# Mohamed Achik
Mohamed Abdelhak Achik (* 1. Februar 1965) ist ein ehemaliger marokkanischer Boxer. Er ist der jüngere Bruder des Boxers Abdelhak Achik (* 1959), der 1988 die olympische Bronzemedaille im Federgewicht gewann.

## Werdegang
Er gewann 1988 den Kanada Cup in Ottawa und das Ahmet Cömert Turnier in Istanbul. Daraufhin startete er bei den Olympischen Sommerspielen 1988 in Seoul, wo er im Bantamgewicht noch in der Vorrunde gegen Jimmy Mayanja ausschied.
Bei den Weltmeisterschaften 1989 in Moskau unterlag er gegen Timofei Skriabin. 1992 gewann er die Afrikanische Olympiaqualifikation in Casablanca und startete anschließend bei den Olympischen Sommerspielen 1992 in Barcelona. Dort besiegte er im Bantamgewicht Dieter Berg, Slimane Zengli und Remigio Molina, ehe er erst im Halbfinale gegen Joel Casamayor verlor und damit Bronze gewann.
Bei den Weltmeisterschaften 1995 in Berlin unterlag er gegen Ramaz Paliani. 1996 erreichte er den zweiten Platz bei der Afrikanischen Olympiaqualifikation, nachdem er erst im Finale gegen Noureddine Medjehoud ausgeschieden war. So erhielt er im Federgewicht noch einen Startplatz bei den Olympischen Sommerspielen 1996 in Atlanta, wo er in der Vorrunde gegen Robert Peden unterlag.